# Anopheles brunnipes
Anopheles brunnipes är en tvåvingeart som först beskrevs av Theobald 1910.  Anopheles brunnipes ingår i släktet Anopheles och familjen stickmyggor. Inga underarter finns listade i Catalogue of Life.